# Bisdom Jammu-Srinagar
Het bisdom Jammu-Srinagar (Latijn: Dioecesis Iammuensis-Srinagarensis) is een rooms-katholiek bisdom met als zetel Jammu, in India. Het bisdom is suffragaan aan het aartsbisdom Delhi. 

## Geschiedenis
Het bisdom werd opgericht op 17 januari 1952, als de apostolische prefectuur Kashmir and Jammu, uit delen van de bisdommen Lahore en Rawalpindi, en was suffragaan aan het aartsbisdom Delhi. Op 14 mei 1968 veranderde het van naam naar apostolische prefectuur Jammu and Kashmir. Op 10 maart 1986 werd het verheven tot bisdom met de naam bisdom Jammu-Srinagar.

## Parochies
Het bisdom had in 2021 een oppervlakte van 222.236 km2 en telde 13.665.590 inwoners waarvan 0,1% rooms-katholiek was.

## Ordinarii

### Prefecten
- George Shanks (30 mei 1952 - 13 december 1962)
- John Boerkamp (10 juli 1963 - 1978)

### Bisschoppen
- Hippolytus Anthony Kunnunkal (prefect: 11 november 1978, bisschop: 10 maart 1986 - 3 april 1998)
- Peter Celestine Elampassery (3 april 1998 - 3 december 2014)
- Ivan Albert Pereira (3 december 2014 - heden)

## Galerij van afbeeldingen

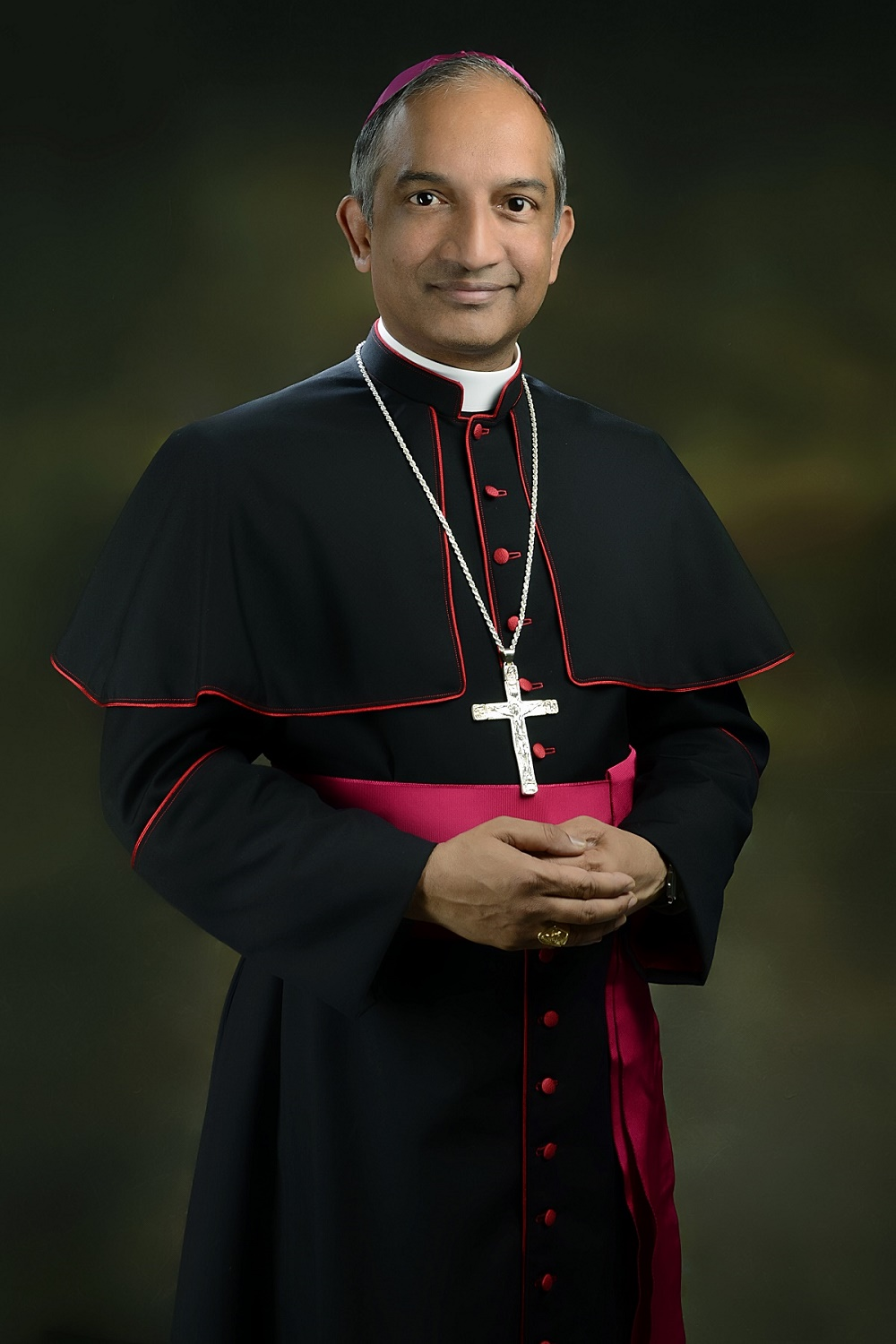
Bisschop Ivan Albert Pereira (2014-heden)

Delhi (aartsbisdom) · Jammu-Srinagar · Jullundur · Simla-Chandigarh